# Стефан Рідо
Стефан Рідо́ (фр. Stéphane Rideau; нар. 25 липня 1976, Ажен, Лот і Гаронна, Франція) — французький кіноактор.

## Біографія
Стефан Рідо народився 25 липня 1976 року в місті Ажені, що в департаменті Лот і Гаронна у Франції. Кар'єру Стефан починав у спорті, грав в регбі, але незабаром змінив свої наміри і став освоювати акторську майстерність після того, як у 1993 році під час гри в регбі 17-річного Рідо помітив режисер Андре Тешіне, запросивши його на одну з головних ролей у своєму фільмі «Дикі очерети» (1994). За роль алжирського юнака Сержа Бартоло у 1994 році Стефана Рідо було номіновано на французьку національну кінопремію «Сезар» як «найперспективнішого актора».
Участь Стефана Рідо у фільмі «Щурятник» режисера і сценариста Франсуа Озона принесла акторові першу популярність. Він також знімався у таких режисерів, як Гаель Морель («Повний вперед», 1996, «Клан», 2004 і «Наш рай», 2011), Себастьєн Ліфшиц («Майже нічого», 2000), Рітхі Пань («Гребля проти Тихого океану», 2008) та ін. Загалом актор знявся у понад 30-ти кіно-, телефільмах та серіалах.
Стефан Рідо проживає зі своєю подругою Селією, з якою виховують доньку.

## Фільмографія (вибіркова)
| Рік  |    | Українська назва                      | Оригінальна назва                             | Роль                |
| ---- | -- | ------------------------------------- | --------------------------------------------- | ------------------- |
| 1993 | с  | Аліс Невер                            | Le Juge est une femme                         | Тома Верде          |
| 1993 | с  | Усі хлопчики і дівчатка свого віку... | Tous les garçons et les filles de leur âge... | Серж Бартоло        |
| 1994 | ф  | Дикі очерети                          | Les roseaux sauvages                          | Серж Бартоло        |
| 1995 | ф  | Відродитися                           | Revivre                                       | Антуан              |
| 1995 | кф | Бенкет                                | Le banquet                                    |                     |
| 1996 | тф | Шість класиків                        | Sixième classique                             | Міту                |
| 1996 | ф  | На повній швидкості                   | À toute vitesse                               | Джиммі              |
| 1997 | с  | Містер Правосуддя                     | Un homme en colère                            | Матьє               |
| 1997 | ф  | Поганий жанр                          | Mauvais genre                                 | поліцейський        |
| 1997 | ф  | Щурятник                              | Sitcom                                        | Давид               |
| 1998 | ф  | Не можу відмовити                     | Ça ne se refuse pas                           | кілер               |
| 1999 | ф  | Пасажири                              | Les passagers                                 | Марко               |
| 1999 | тф | Перший сніг                           | Premières neiges                              | Ерік                |
| 2000 | ф  | Майже нічого                          | Presque rien                                  | Седрік              |
| 2001 | ф  | Далеко                                | Loin                                          | Серж                |
| 2001 | ф  | Зв'язок                               | Lokarri                                       | Іманоль             |
| 2002 | ф  | Дивовижна одіссея одного ідіота       | La merveilleuse odyssée de l'idiot toboggan   |                     |
| 2002 | тф | Пігмеї Карло                          | Les pygmées de Carlo                          | Олів'є              |
| 2003 | ф  | Живіт Джульєтти                       | Le ventre de Juliette                         | Матіас              |
| 2004 | ф  | Клан                                  | Le clan                                       | Крістоф             |
| 2004 | ф  | Подарунок Єлени                       | Le cadeau d'Elena                             | Антуан              |
| 2006 | с  | Служба розслідувань                   | Section de recherches                         | Філіп Esquibel      |
| 2008 | тф | Бетьюн на Нілі                        | Béthune sur Nil                               | Едді Малар          |
| 2008 | ф  | Гребля проти Тихого океану            | Un barrage contre le Pacifique                | Агості              |
| 2008 | тф | Нова хвиля                            | New Wave                                      | учитель фізкультури |
| 2011 | ф  | Вільні люди                           | Les hommes libres                             | Франсіс             |
| 2011 | ф  | Наш рай                               | Notre paradis                                 | Василій             |
| 2011 | тф | Брассенс, погана слава                | Brassens, la mauvaise réputation              | Жорж Брассенс       |
| 2014 | тф | Долина обманів                        | La Vallée des Mensonges                       | Марсель             |
| 2015 | ф  | Донька боса                           | La fille du patron                            | Марк                |

## Визнання
| Премія «Сезар» |                          |              |           |
| 1900           | Найперспективніший актор | Дикі очерети | Номінація |